# Adam Skarbiński
Adam Wiktor Skarbiński (ur. 23 września 1921 w Poznaniu, zm. 24 września 2016 w Krościenku nad Dunajcem) – polski konstruktor lotniczy, technolog i historyk szybownictwa.

## Życiorys
Syn Władysława i Marii z domu Legeżyńskiej. Maturę uzyskał w Poznaniu, następnie kontynuował naukę na wydziale lotniczym Szkoły Inżynierskiej im. Wawelberga i Rotwanda w Warszawie.
W czasie II wojny światowej zaangażował się w działalność konspiracyjną, wstąpił do Armii Krajowej. W latach 1940–1944 pracował jako monter samochodowy w Erka-Motor w Warszawie. Jako starszy strzelec ps. Ryś brał udział w powstaniu warszawskim w składzie Pułku Baszta. Po kapitulacji powstania wyszedł ze stolicy z ludnością cywilną. Przedostał się do Krakowa, gdzie pracował w firmie „Dendra” zajmującej się obróbką drewna. W styczniu 1945 roku został wywieziony na roboty przymusowe do Niemiec, gdzie pracował w kamieniołomach w Ebensee.
Po zakończeniu działań wojennych powrócił na studia w Szkole Wawelberga i Rotwanda. W 1948 roku został skierowany na praktyki studenckie od Instytutu Szybownictwa. W 1950 roku uzyskał dyplom inżyniera lotnictwa i rozpoczął pracę w Szybowcowym Zakładzie Doświadczalnym w Bielsku-Białej. Wszedł w skład zespołu zajmującego się budową szybowca IS-C Żuraw. W 1951 roku, wspólnie z inż. Justynem Sandauerem i Tadeuszem Kostią, opracował szybowiec wyczynowy SZD-8 Jaskółka.
W 1953 roku został kierownikiem Działu Głównego Technologa SZD, w tym samym roku wszedł w skład Zespołu Norm Wewnętrznych. W latach 1955–1963 prowadził komórkę zajmującą się normalizacją zakładową, a od 1961 roku komórkę wynalazczości zakładowej. W 1966 roku objął stanowisko Głównego Technologa SZD i sprawował je do 1968 roku. W latach 1969–1975 zajmował stanowisko zastępcy dyrektora do spraw technicznych i produkcji Ośrodka Badawczo-Rozwojowego Szybownictwa. Nadzorował budowę prototypów szybowców SZD-30 Pirat, SZD-36 Cobra 15, SZD-37 Jantar, SZD-38 Jantar 1, SZD-39 Cobra 17, SZD-40 Halny i SZD-45 Ogar. W 1975 roku, po utworzeniu Przedsiębiorstwa Doświadczalno-Produkcyjnego Szybownictwa „PZL-Bielsko”, pełnił w nim obowiązki koordynatora produkcji jednostkowej szybowców SZD-41 Jantar Standard, SZD-42 Jantar 2B, SZD-50 Puchacz oraz egzemplarza wyjściowego do produkcji serii informacyjnej PZL M18 Dromader. Był członkiem Bielsko-Bialskiego Klubu Seniorów Lotnictwa, 10 kwietnia 1986 roku wszedł w skład komisji historycznej KSL. Stanowisko historyka KSL sprawował w kadencjach Zarządu do 2003 roku.
Zmarł 24 września 2016 roku w Krościenku nad Dunajcem, został pochowany na tamtejszym cmentarzu (IX D 19).

## Życie prywatne
30 września 1950 roku ożenił się z Ireną z Dziewolskich, z którą miał syna Stefana Skarbińskiego.

## Publikacje
Był autorem artykułów na temat historii polskiego lotnictwa oraz podręczników z zakresu szybownictwa:
- Warsztatowiec lotniczy, Liga Przyjaciół Żołnierza,  Warszawa 1953 (wspólnie z Andrzejem Kokotem  i Józefem Niespałem),
- Projektowanie i konstrukcja szybowców, Wydawnictwa Komunikacji i Łączności, Warszawa 1966 (wspólnie z Wiesławem Stafiejem),
- Technologia budowy szybowców, Wydawnictwa Komunikacji i Łączności, Warszawa 1969,
- Dzieje lotnictwa na Podbeskidziu 1932–2000, Urząd Miejski, Wydział Kultury i Sztuki, Bielsko-Biała 2002.

## Ordery i odznaczenia
- Złoty Krzyż Zasługi
- Brązowy Medal „Za zasługi dla obronności kraju”
- Złota odznaka „Za Zasługi dla Rozwoju Województwa Katowickiego”
- Srebrna odznaka „Za zasługi dla rozwoju przemysłu maszynowego”